# Jossigny
Jossigny ist eine französische Gemeinde mit 639 Einwohnern (Stand 1. Januar 2022) im Département Seine-et-Marne in der Region Île-de-France. Sie gehört zum Arrondissement Torcy und zum Kanton Torcy. Jossigny gehört zur Ville nouvelle Marne-la-Vallée. Die Einwohner werden Jossignaciens genannt.

## Geographie
Jossigny befindet sich östlich von Paris und umfasst eine Fläche von 962 Hektar. 
Nachbargemeinden sind:
- Montévrain im Nordosten
- Serris im Osten
- Villeneuve-Saint-Denis im Südosten
- Favières im Süden
- Bussy-Saint-Georges im Westen
- Chanteloup-en-Brie im Nordwesten

## Bevölkerungsentwicklung
| Jahr      | 1962 | 1968 | 1975 | 1982 | 1990 | 1999 | 2006 | 2016 |
| Einwohner | 416  | 398  | 497  | 516  | 529  | 530  | 640  | 672  |

## Sehenswürdigkeiten
Siehe auch: Liste der Monuments historiques in Jossigny
- Kirche Sainte-Geneviève
- Schloss Jossigny